# Huitzilopochco
Huitzilopochco (a volte chiamata Churubusco) era un piccolo altepetl Nahua precolombiano situato nella Valle del Messico. Huitzilopochco fu uno dei Nauhtecuhtli ("Quattro Signori") assieme a Culhuacan, Itztapalapan e Mexicatzinco. Il nome Huitzilopochco significa "luogo di Huitzilopochtli (un dio)" in lingua nahuatl. Gli abitanti erano noti come Huitzilopochca.